# Prosoplus distinctus
Prosoplus distinctus är en skalbaggsart som först beskrevs av Francis Polkinghorne Pascoe 1864.  Prosoplus distinctus ingår i släktet Prosoplus och familjen långhorningar. Inga underarter finns listade i Catalogue of Life.